# ビヨンド (ジョシュア・レッドマンのアルバム)
『ビヨンド』（Beyond）は、アメリカ合衆国のジャズ・サクソフォーン奏者、ジョシュア・レッドマンが2000年に発表したスタジオ・アルバム。

## 背景
アーロン・ゴールドバーグ、リューベン・ロジャース、グレッグ・ハッチンソンといった新メンバーを迎えたカルテット編成で録音され、「リープ・オブ・フェイス」にはマーク・ターナーもゲスト参加した。「ネヴァーエンド」は1995年録音のライヴ・アルバム『スピリット・オブ・ザ・モーメント ライヴ・アット・ザ・ヴィレッジ・ヴァンガード』が初出のオリジナル曲で、「トワイライト…アンド・ビヨンド」はアンナ・ディーヴァー・スミス作の戯曲に提供した曲の改作である。

## 反響・評価
本作は『ビルボード』のジャズ・アルバム・チャートで5位、トップ・ヒートシーカーズで47位に達した。William Ruhlmannはオールミュージックにおいて5点満点中3.5点を付け「彼はその短いキャリアにおいて、技術的な手腕を称賛されてきた一方、革新性の欠如を批判されてきたが、それは優れた若きアーティストの作品に対する反応としては、驚くべきものではない。しかし彼は、30歳の誕生日の少し後に録音された7作目のアルバム『ビヨンド』で、タイトル通り新しい試みをしている」「彼は拍子に関しても実験しており、締め括りの"A Life?"は5/4拍子、"Stoic Revolutions"は6/4拍子、"Belonging (Lopsided Lullaby)"は9/4拍子、"Suspended Emanations"は10/4拍子、そして先頭の"Courage (Asymmetric Aria)"は13/4拍子である」と評している。

## 収録曲
全曲ともジョシュア・レッドマン作曲。
1. カーレッジ（不均衡なアリア） - "Courage (Asymmetric Aria)" - 7:34
2. ビロンギング - "Belonging (Lopsided Lullaby)" - 5:50
3. ネヴァーエンド - "Neverend" - 4:27
4. リープ・オブ・フェイス - "Leap of Faith" - 9:06
5. バランス - "Balance" - 9:05
6. トワイライト…アンド・ビヨンド - "Twilight ... and Beyond" - 11:00
7. ストイック・レヴォリューションズ - "Stoic Revolutions" - 6:13
8. サスペンディッド・エマネーション - "Suspended Emanations" - 6:22
9. ラスト・ライツ・オブ・ロックン・ロール - "Last Rites of Rock 'n' Roll" - 7:05
10. ア・ライフ - "A Life?" - 6:53

### 日本盤ボーナス・トラック
1. トゥー - "Two" - 3:58

## 参加ミュージシャン
- ジョシュア・レッドマン - テナー・サクソフォーン、アルト・サクソフォーン、ソプラノ・サクソフォーン
- アーロン・ゴールドバーグ（英語版） - ピアノ
- リューベン・ロジャース - ダブル・ベース
- グレッグ・ハッチンソン - ドラムス
- マーク・ターナー（英語版） - テナー・サクソフォーン(on #4)